# Joaquim Pedro de Oliveira Martins

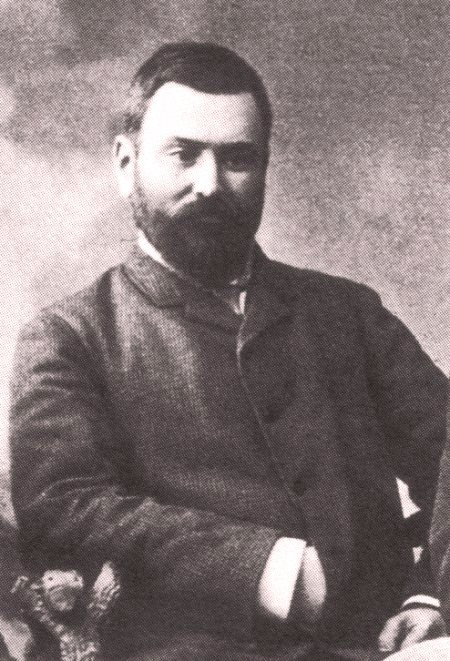
Joaquim Pedro de Oliveira Martins.

Joaquim Pedro de Oliveira Martins, född den 30 april 1845 i Lissabon, död den 24 augusti 1894, var en portugisisk statsman och författare. 
Martins var från början radikal, men slöt sig senare till regeringspartiet och var finansminister 1891—1892, varefter han drog sig tillbaka till privatlivet. Martins debuterade i litteraturen med romanen Phebus Moniz (1870) och en dityramb över Camões, Os Lusiadas (1872). Bland hans mest älskade verk kan nämnas Historia de Portugal (1879), O Brazil e as colonias portuguezas (1880), Portugal contemporaneo (1883), A vida de Nunalvares (1892) samt Portugal nos Mares (1892). Skrifter av mera allmänt innehåll är O Hellenismo e a civilisação christãa, Historia da republica romana och Historia da civilisação iberica. Martins skrev dessutom en rad populärvetenskapliga verk, av vilka de viktigaste är Elementos de anthropologia, As raças humanas e a civilisação primitiva, Systema dos mythos religiosos samt Quadro das instituições primitivas.